# Tannodia cordifolia
Tannodia cordifolia là một loài thực vật có hoa trong họ Đại kích. Loài này được (Baill.) Baill. miêu tả khoa học đầu tiên năm 1861.